# 얼음꽃 (아이유의 노래)
〈얼음꽃〉은 대한민국의 피겨 스케이팅 선수 김연아와 가수 아이유의 듀엣 싱글이며 2011년 6월 21일에 디지털 싱글로 발매되었다.
이번 싱글의 수록곡 〈얼음꽃〉은 SBS 《김연아의 키스 & 크라이》의 주제가로 쓰였다.

## 개요
〈얼음꽃〉은 2011년 6월 21일 로엔 엔터테인먼트를 통해 발매된 디지털 싱글이다. 이번 곡은 이민수 작곡가와 김이나 작사가의 합작품으로 미국 동요 'Grandfather’s Clock'을 모티브로 한 도입부분의 멜로디라인을 시작으로 김연아와 아이유의 가창력을 볼 수 있는 곡이다. 그리고 이번 곡에서 넥스트의 이전 소속 기타리스트인 김세황은 곡의 클라이막스라고 할 수 있는 기타 솔로 연주를 선보였으며, 부활의 베이시스트 서재혁이 베이스 연주자로 참여하였다. 음원의 수익금은 피겨 발전에 사용될 예정이다.

## 트랙 목록
| #             | 제목                            | 작사          | 작곡          | 편곡          | 재생 시간 |
| ------------- | ------------------------------- | ------------- | ------------- | ------------- | --------- |
| 1.            | 〈얼음꽃〉 (Feat. 김세황)       | 김이나        | 이민수        | 이민수        | 3:34      |
| 2.            | 〈얼음꽃 Inst.〉 (Feat. 김세황) |               | 이민수        | 이민수        | 3:34      |
| 총 재생 시간: | 총 재생 시간:                   | 총 재생 시간: | 총 재생 시간: | 총 재생 시간: | 7:08      |